# Timothy Gowers
Pour les articles homonymes, voir Gowers.
William Timothy Gowers (ou plus simplement Tim Gowers), né le 20 novembre 1963 dans le Wiltshire en Angleterre, est un mathématicien anglais. Il reçoit la médaille Fields en 1998 pour ses recherches en analyse fonctionnelle et en combinatoire.

## Biographie

### Famille et première études
Le père de Timothy Gowers, Patrick Gowers est un compositeur connu pour ses musiques de film. Sa mère est Caroline Maurice et il a deux sœurs, Rebecca et Katharine. Ernest Gowers (en), son arrière-grand-père, est connu dans le monde anglo-saxon, pour son ouvrage Plain Words (en) sur la langue anglaise.
Timothy Gowers a été membre du Chœur du King's College à Cambridge.

### Études universitaires
Il a obtenu son doctorat en 1990, sous la direction de Béla Bollobás, à propos des structures des espaces de Banach.

### Carrière
Il est professeur dans le département de mathématiques et statistiques à l'université de Cambridge. Auparavant, il avait été membre de l'University College de Londres de 1991 à 1995.
Il a dirigé, entre autres, la thèse de Ben Green.
En mai 2020, il est nommé titulaire de la chaire « combinatoire » du Collège de France,.

## Engagements et initiatives scientifiques
En 2012, il prend parti contre le Research Works Act américain, visant à limiter l'open access. Le 21 janvier, il lance une pétition contre le groupe Elsevier, qu'il considère comme le symbole des abus des éditeurs scientifiques. En un mois, The Cost of Knowledge reçoit 7 500 signatures d'universitaires s'engageant à cesser de publier ou de reviewer dans les revues d'Elsevier. Le 27 février, Elsevier annonce qu'il retire son soutien au Research Works Act.
Il est aussi le fondateur du projet Polymath de mathématiques collaboratives.
En 2016, Gowers fonde Discrete Analysis, un journal de mathématiques qui a la particularité d'être Arxiv-overlay, c'est-à-dire que les articles sont sur le site ouvert ArXiv, et seulement là. Ainsi il n'y a pas d'éditeur comme Springer ou Elsevier. Mis à part cet aspect, le journal fonctionne comme un périodique classique avec relectures par les pairs,.

## Travaux mathématiques

### Recherche
Gowers a notamment étudié la géométrie des espaces de Banach comme la théorie de Ramsey. Le rapprochement de l'analyse fonctionnelle et de la combinatoire est caractéristique de certains de ses travaux.
Il a donné en 2001 une nouvelle démonstration du théorème de Szemerédi sur les progressions arithmétiques, plus courte et élégante que la démonstration originale.

### Vulgarisation et transmission
Il est l'auteur, ou l'un des auteurs des ouvrages (de mathématiques ou à propos des mathématiques) suivants : Mathematics: A Very Short Introduction (2002) et The Princeton Companion to Mathematics (2008).

## Distinctions
Gowers a reçu le prix Whitehead en 1995, le prix de la Société mathématique européenne en 1996, et la médaille Fields en 1998, pour ses recherches en analyse fonctionnelle et en combinatoire. En 2016 il est lauréat de la médaille Sylvester. Il est lauréat de la Chaire d'Excellence de la FSMP en 2017.
Il est fait chevalier le 16 juin 2012, pour services rendus aux mathématiques.